# Fabian Brunnström
Fabian Brunnström (* 6. Februar 1985 in Helsingborg) ist ein ehemaliger schwedischer Eishockeyspieler, der im Verlauf seiner aktiven Karriere zwischen 2003 und 2017 unter anderem 104 Spiele für die Dallas Stars und Detroit Red Wings in der National Hockey League (NHL) auf der Position des linken Flügelstürmers bestritten hat. Darüber hinaus absolvierte Brunnström über 210 weitere Partien in der Elitserien bzw. Svenska Hockeyligan (SHL).

## Karriere
Der in Helsingborg geborene und in Jonstorp aufgewachsene Brunnström durchlief zunächst die Juniorenabteilungen von Jonstorps IF, bei dem er in der Saison 2002/03 im Alter von 17 Jahren erstmals in der Seniorenmannschaft in der dritthöchsten schwedischen Spielklasse debütierte. Im Sommer 2003 wechselte der Schwede in seine Geburtsstadt zum Helsingborgs HC in die vierthöchste Liga Schwedens und kam dort in zwei Spielzeiten zu 42 Scorerpunkten. Es erfolgte der Transfer zurück zu Jonstorps IF, wo er ein hervorragendes Spieljahr mit 44 Punkten in 38 Partien hatte. Zudem kam er zu drei Einsätzen im Trikot von Rögle BK in der zweitklassigen HockeyAllsvenskan, in denen er jedoch punktlos blieb. Nach nur einem Jahr in Jonstorp verließ Brunnström das Team und wechselte innerhalb der Division 1 zum Borås HC. Mit 73 Scorerpunkten und 37 Toren in 41 Partien – beides Ligabestwerte – führte der Stürmer die Mannschaft zum Titelgewinn und somit zum Aufstieg in die Allsvenskan.

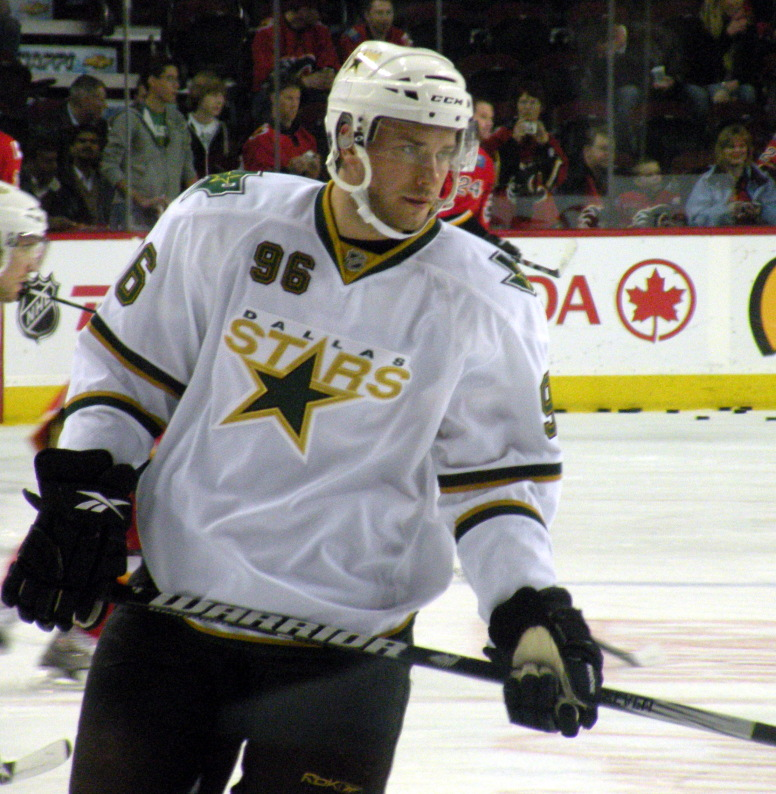
Brunnström im Trikot der Dallas Stars (2009)

Durch seine Leistungen wurden sowohl die Teams der Elitserien als auch der National Hockey League (NHL) auf ihn aufmerksam, obwohl ihn diese im NHL Entry Draft 2003 nicht weiter beachtet hatten und er ungedraftet geblieben war. Brunnström entschied sich schließlich zur Saison 2007/08 einen Zweijahresvertrag bei Färjestad BK zu unterschreiben, mit denen er das Playoff-Halbfinale erreichte. Bereits im Saisonverlauf wurde er trotz seines laufenden Vertrages immer wieder mit den Franchises der NHL in Verbindung gebracht, da er nach deren Statuten als Free Agent galt. Vor allem die Vancouver Canucks, Toronto Maple Leafs und Anaheim Ducks, aber auch die Detroit Red Wings, Dallas Stars und Canadiens de Montréal sowie eine Vielzahl von weiteren Teams zeigten Interesse an einer möglichen Verpflichtung eines der größten ungedrafteten Talente außerhalb der NHL im Sommer 2008. Am 9. Mai unterzeichnete er schließlich einen Zweijahresvertrag bei den Dallas Stars.
Nachdem Brunnström im folgenden Herbst das Trainingscamp mit den Stars absolviert hatte, fand er sich in den ersten beiden Saisonspielen des Teams zunächst auf der Tribüne wieder. Im dritten Spiel der Saison, am 15. Oktober 2008, gab er schließlich sein Debüt, bei dem er drei Tore und damit einen Hattrick erzielte. Dies war zuvor nur zwei Spielern – namentlich Alex Smart im Jahr 1943 und Réal Cloutier 1979 – in der NHL-Geschichte bei ihrem Ligadebüt gelungen. Brunnström beendete seine Rookiesaison mit 29 Punkten in 55 Spielen. In der Saison 2009/10 blieb er hinter den Erwartungen zurück und schoss lediglich zwei Tore in 44 Spielen, weshalb er noch vor Saisonende ins Farmteam zu den Texas Stars in die American Hockey League (AHL) geschickt wurde. Auch die Saison 2010/11 begann er im Farmteam und kam in 38 Spielen auf 24 Punkte, ehe Brunnström im Januar 2011 in einem Tauschgeschäft für den Belarussen Michail Stefanowitsch an die Toronto Maple Leafs abgegeben wurde. In der Organisation der Maple Leafs kam der Schwede bis zum Ende der Spielzeit ausschließlich beim AHL-Kooperationspartner Toronto Marlies zu Einsätzen. Im Oktober 2011 erhielt Brunnström schließlich einen Vertrag bei den Detroit Red Wings, bei denen er sich aber auch nicht mehr in der NHL etablieren konnte und im Verlauf der Saison 2011/12 auf lediglich fünf NHL-Spiele kam. Den Rest des Spieljahres verbrachte er bei den Grand Rapids Griffins in der AHL.
Nach insgesamt vier Spielzeiten in Nordamerika kehrte der Stürmer im Sommer 2012 in sein Heimatland zurück, wo er im Juli 2012 einen Vertrag beim Frölunda HC aus der Elitserien unterschrieb. Bei den Indians war Brunnström bis zum Oktober 2013 aktiv, ehe er innerhalb der inzwischen in Svenska Hockeyligan umbenannten Liga zu Leksands IF wechselte. Für Leksand spielte Brunnström aber auch nur etwas länger als ein Jahr, da er bereits im Januar 2015 zu den Malmö Redhawks in die Allsvenskan weiterzog. Mit dem Team bewerkstelligte er den Aufstieg in die SHL, erhielt in der Folge aber keinen neuen Vertrag. Der Angreifer pausierte daraufhin die gesamte Spielzeit 2015/16. Erst im Juni 2016 erhielt er einen Probevertrag bei den Redhawks, der zum Saisonstart im September desselben Jahres aber nicht zu einem festen Engagement führte. Der Schwede schloss sich daher den Rungsted Seier Capital aus der dänischen Metal Ligaen an, mit denen er im Saisonverlauf Dänischer Pokalsieger wurde. Nach der Saison 2016/17 beendete der 32-Jährige seine aktive Karriere.

## Erfolge und Auszeichnungen
| - 2007 Meister der Division 1 und Aufstieg in die HockeyAllsvenskan mit dem Borås HC - 2007 Topscorer der Division 1-Hauptrunde - 2007 Bester Torschütze der Division 1-Hauptrunde | - 2015 Aufstieg in die Svenska Hockeyligan mit den Malmö Redhawks - 2017 Dänischer Pokalsieger mit den Rungsted Seier Capital |

## Karrierestatistik
(Legende zur Spielerstatistik: Sp oder GP = absolvierte Spiele; T oder G = erzielte Tore; V oder A = erzielte Assists; Pkt oder Pts = erzielte Scorerpunkte; SM oder PIM = erhaltene Strafminuten; +/− = Plus/Minus-Bilanz; PP = erzielte Überzahltore; SH = erzielte Unterzahltore; GW = erzielte Siegtore; 1 Play-downs/Relegation; Kursiv: Statistik nicht vollständig)